# نواتر
نواتر (به هلندی: Nutter) یک منطقهٔ مسکونی در هلند است که در دینکل‌لاند واقع شده‌است. نواتر ۱۹۶ نفر جمعیت دارد.